# Aldrichia auripuncta
Aldrichia auripuncta là một loài ruồi thuộc họ Bombyliidae. Loài này có ở đông bắc Hoa Kỳ.